# Dexter Lewis
Dexter Alberto Lewis Bonilla (Cahuita, Talamanca, 2 de febrero de 1981) es un futbolista costarricense que juega de portero en el Limón Black Star de la Segunda División de Costa Rica.

## Clubes
| Club                    | País       | Año           |
| ----------------------- | ---------- | ------------- |
| A. D. Limonense         | Costa Rica | 2001-2003     |
| C. S. Cartaginés        | Costa Rica | 2003-2004     |
| A. D. Ramonense         | Costa Rica | 2004-2005     |
| Municipal Pérez Zeledón | Costa Rica | 2005-2010     |
| Limón F. C.             | Costa Rica | 2010-2012     |
| L. D. Alajuelense       | Costa Rica | 2012-2015     |
| Limón F. C.             | Costa Rica | 2015-2016     |
| Municipal Pérez Zeledón | Costa Rica | 2016          |
| Limón Fútbol Club       | Costa Rica | 2017-2021     |
| Limón Black Star        | Costa Rica | 2024-presente |

## Palmarés

### Títulos nacionales
| Título                         | Club              | País       | Año  |
| ------------------------------ | ----------------- | ---------- | ---- |
| Supercopa de Costa Rica        | L. D. Alajuelense | Costa Rica | 2012 |
| Primera División de Costa Rica | L. D. Alajuelense | Costa Rica | 2012 |
| Primera División de Costa Rica | L. D. Alajuelense | Costa Rica | 2013 |

### Títulos internacionales
| Título                 | Club                    | Sede        | Año  |
| ---------------------- | ----------------------- | ----------- | ---- |
| Copa de Naciones UNCAF | Selección de Costa Rica | El Salvador | 2007 |